# Метр на секунду в квадрате
Метр на секу́нду в квадра́те, метр в секу́нду за секу́нду — единица измерения ускорения (быстроты изменения скорости объекта) в СИ. В инерциальных системах отсчёта тело движется без ускорения, только если на него не действует сила или действие других сил скомпенсировано. Объект, двигающийся с ускорением 1 м/с², за секунду увеличивает скорость на один метр в секунду. В СГС основная единица измерения ускорения — сантиметр на секунду в квадрате (имеющая собственное наименование, гал), в 100 раз меньше единицы СИ.
Пример: неподвижное тело начинает двигаться с постоянным ускорением 1 м/с². За каждую последующую секунду его скорость будет увеличиваться на 1 м/с: через 2 секунды скорость будет равна 2 м/с, через пять секунд — 5 м/с и т. д.